# Pseudopachylebia
Pseudopachylebia is een geslacht van kevers uit de familie van de loopkevers (Carabidae). De wetenschappelijke naam van het geslacht is voor het eerst geldig gepubliceerd in 1971 door Mateu.

## Soorten
Het geslacht Pseudopachylebia is monotypisch en omvat slechts de volgende soort:
- Pseudopachylebia relucens Mateu, 1972